# 南郷村 (福岡県)
南郷村（なんごうむら）は、福岡県宗像郡にあった村。現在の宗像市の一部にあたる。

## 地理
釣川の支流、朝町川、高瀬川の流域に位置していた。

## 歴史

### 沿革
- 1911年（明治44年）6月1日 - 宗像郡野坂村、宮田村が合併して村制施行し、南郷村が設立[1][2]。
- 1954年（昭和29年）4月1日 - 宗像郡東郷町、赤間町、南郷村、河東村、吉武村、神興村（一部、大字村山田の一部）と合併し宗像町を新設して廃止された[1][2]。